# Carl Deimling
Carl Friedrich Ludwig Deimling (* 8. Oktober 1779 in Karlsruhe; † 30. März 1850 ebenda) war ein badischer Verwaltungsbeamter.

## Leben
Deimling absolvierte ein juristisches Studium und wirkte 1801–1803 als Advokat, um dann als Assessor zum Oberamt Rötteln zu wechseln, wo er 1807 zum Amtmann avancierte und 1809 Oberamtmann des neu gebildeten Bezirksamtes Lörrach wurde. 1813 wurde er Kreisrat des Wiesenkreises, wo er unter der Leitung von August von Kalm tätig war. Als dieser Kreis 1815 dem Dreisamkreis zugeschlagen wurde, wechselte Deimling als Kreisrat in den Murgkreis mit Sitz in Rastatt. 1819 übernahm er mit dem Titel eines Regierungsrates die Leitung des Oberamts Emmendingen und wirkte dann von 1823 bis zu seiner Pensionierung 1842 als Oberamtmann in Pforzheim. 1830 war er noch zum Geheimrat 3. Klasse befördert worden.

## Ehrungen
Nachdem er bereits 1832 das Ritterkreuz des Zähringer Löwen-Ordens erhalten hatte, wurde ihm 1842 zur Pensionierung auch das Kommandeurskreuz 2. Klasse dieses Ordens verliehen.